# Xã Fairmount, Quận Luzerne, Pennsylvania
Xã Fairmount (tiếng Anh: Fairmount Township) là một xã thuộc quận Luzerne, tiểu bang Pennsylvania, Hoa Kỳ. Năm 2010, dân số của xã này là 1.276 người.